# Gaetano Donizetti
Domenico Gaetano Maria Donizetti (phát âm tiếng Ý: [doˈmeːniko ɡaeˈtaːno maˈria donidˈdzetti]; 29 tháng 11 năm 1797 tại Bergamo – 8 tháng 4 năm 1848 tại Bergamo) là nhà soạn nhạc người Ý đến từ Bergamo, Lombardia. Công trình tiêu biểu của ông là các vở opera L'elisir d'amore (1832), Lucia di Lammermoor (1835), và Don Pasquale (1843), tất cả điều bằng tiếng Ý, và các vở opera bằng tiếng Pháp như La favorite (1840) và La fille du régiment (1840). Cùng với Vincenzo Bellini và Gioachino Rossini, ông là nhà cách tân opera hài Ý xuất sắc, giúp thể loại này vượt qua nguy cơ bị quên lãng.

## Tiểu sử[1]

### Xuất thân, thời ấu thơ và niên thiếu

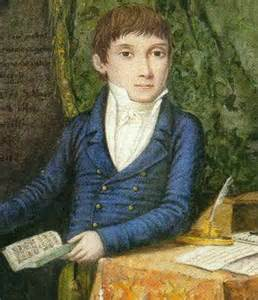
Donizetti khi là một học sinh ở Bergamo

Gaetano Donizetti chào đời vào ngày 29 tháng 11 năm 1797, trong một hầm rượu cũ nát của một ngôi nhà sát sườn đồi ở Bergamo. Ông là người con thứ năm của Andrea Donizetti và Domenica Nava.
Vào năm 1806, Gaetano được Quỹ khuyến khích học nhac nhận vào học. Cậu con trai nhà Donizetti sớm trở thành một học sinh xuất sắc và được Simone Mayr giúp đỡ. Nhờ có sự giúp đỡ này, cậu học trò đã học đàn harpsichord và sáng tác âm nhạc. 5 năm sau khi được nhận vào học, Gaetano đã viết tác phẩm Il Piccolo compositore di Musica với sự giúp đỡ của người thầy mà cậu yêu quý. Tác phẩm đó được dành cho dàn nhạc giao hưởng của trường. Trong năm 1815, Gaetano Donizetti tới Bologna, học âm nhạc ở cấp trung học với Stanislao Mattei nhờ vào lời giới thiệu của Mayr. 2 năm học với vị thầy tu thuộc dòng Phanxico này là 2 năm Donizetti nhận được một sự giáo dục hoàn hảo. Mặc dù vây, do bản tính ít nói của mình, vị thầy tu không tạo ra cho người học trò một sự thân thiện.

### Khi trưởng thành

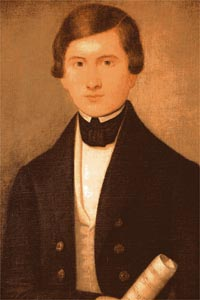
Donizetti khi là một chàng trai trẻ

Trong cuối tháng năm 1817, Gaetano Donizetti trở lại quê hương Bergamo. Một lần nữa, Mayr lại đóng vai trò quan trọng trong việc người học trò năm xưa của ông ký hợp đồng viết 4 vở opera cho ông bầu Zancla. Hai vở opera đầu tiên của Donizetti, Enrico di Borgogna và Il falegname di Livonia, được công diễn lần đầu tiên vào các năm 1818 và 1819. Kết quả là khá thành công.
Theo như chính Donizetti chia sẻ, công việc của ông vẫn tiếp diễn là bởi vì ông không phải tham gia nghĩa vụ quân sự . Vì bị cuốn hút bởi tài năng của nhà soạn nhạc trẻ này, Marianna Pezzoli Grattaroli đã giúp ông miễn nghĩa vụ trên.
Vào năm 1822, Donizetti cho công diễn vở opera tiếp theo mang tên Chiara e Serafina, đáng buồn là ông phải chịu thất bại đầu tiên trong sự nghiệp của mình. Nên cũng thật dễ hiểu khi nhà hát lớn ở thành phố Milano đã không cho người đàn ông này vào trong 8 năm liền. Tuy nhiên, trong cái rủi lại có cái may. Người thầy Mayr đáng kính của ông đã thuyết phục bỏ qua cho Donizetti. Đó là lý do vì sao buổi công diễn thực sự đầu tiên của nhà soạn nhạc người Ý diễn ra. Tác phẩm có được diễm phúc đó, Zoraida di Granata, đã đem lại cho cha đẻ của nó thành công. Không chỉ có vậy, trong năm 1822, Domenico Barbaja, một ông bầu có tiếng tăm, đã yêu cấu Donizetti viết một vở opera theo phong cách opera semi-seria (tiếng Việt: opera nửa nghiêm) cho San Carlo Theatre nằm ở thành Napoli. Tác phẩm đáp ứng yêu cầu đó là La Zingara. Nó là vở opera thành công nhất của Donizetti trong năm ấy. Tuy nhiên, Hector Berlioz lại cho rằng nó "ướt át và lặp đi lặp lại". Tuy vậy, không thể phủ nhận thành công của tác phẩm, bởi nó đã đánh dấu một giai đoạn chói sáng trong sự nghiệp của Donizetti.
Từ năm 1826. Donizetti bắt đầu sáng tác những vở opera theo phong cách mới. Trong năm đó, ông viết Gabriella di Vergy, một vở nhạc kịch mang phong cách opera bi kịch. Năm sau, ông lại viết L’esule di Roma , tác phẩm mang phong cách opera anh hùng tân cổ điển. Ấy là chưa kể ông còn sáng tác các vở opera nói về cuộc hành trình của những người hoa tiêu, thủy thủ (Otto mesi in due ore, Il castello di Kenilworth, Emilia di Liverpool) và cả những tác phẩm chứa đựng sự lãng mạn đẫm máu (Il Paria và Melda de’Lambertazzi). Tuy nhiên, sẽ là thiếu sót nếu không kể đến những vở opera mang phong cách hài hước, những tác phẩm mang đến cho ông thành công trong thời gian ông trở về quê nhà, những L’ajo nell’imbarazzo, Le convenienze ed inconvenienze teatrali và Il giovedi grasso.
Vào năm 1830, Donizetti dành chiến thắng ở Teatro Carcano, Milan và có vài cuộc thử sức ở Paris và Luân Đôn với vở Anna Bolena.
Tuy đang sống trong thành công và viễn cảnh về sự nghiệp tầm cỡ thế giới và những điều đó có thể khiến Donizetti nghỉ ngơi, ông vẫn không ngơi tay, thậm chí ông viết đến 5 vở opera chỉ trong vòng chưa đến 1 năm. Năm 1832, L’elisir d’amore, bằng chứng của tốc độ viết khủng khiếp của Donizetti (tác phẩm này được hoàn thành trong vòng chưa đầy 1 tháng), đã được trình diễn thành công rực rỡ ở Teatro della Cannobbiana, Milan. Năm sau, nhà soạn nhạc người Ý giới thiệu Il furioso all’isola di San Domingo và Lucrezia Borgia  ở La Scala.
Trong năm tiếp theo, Donizetti ký thêm một hợp đồng. Điều khoản của hợp đồng này đó là phải viết một tác phẩm mang phong cách opera seria cho mỗi năm cho Nhà hát San Carlo ở thành Napoli. Tác phẩm đầu tiên ông viết theo hợp đồng này là Maria Stuarda. Không chỉ có rắc rối xung quanh kịch bản, Maria Stuarda còn không được trình diễn thành công do ca sĩ đảm nhận vai chính Maria Malibran không thể hiện hết được khả năng của mình. Điều đó khiến tác phẩm đi đến thất bại, ngay cả khi đã sửa kịch bản theo mong muốn của các nhà kiểm duyệt của Napoli. Tuy nhiên, thất bại này cũng không giáng một đòn quá nặng nề lên Donizetti bởi vì hai nhà soạn nhạc opera nổi tiếng đương thời là Gioachino Rossini và Vincenzo Bellini đều vô tình tạo cho ông vị thế mới. Rossini thoái lui khỏi sàn diễn opera từ năm 1829 cho đến cuối đời (1868), còn Bellini qua đời sớm vào năm 1835 do viêm ruột cấp tính. Thế nên, nghiễm nhiên Donizetti trở thành người đại diện lớn nhất của opera Ý lúc này.
Cần phải nói thêm rằng, dù Rossini và Donizetti đều là đối thủ nghề nghiệp của nhau, Rossini vẫn giúp đỡ cho Donizetti bằng cách đưa ông đến với những nhà hát của thủ đô Paris, Pháp. Nhờ làm việc trên đất nước láng giềng của xứ sở mì ống, Donizetti có thu nhập cao hơn so với ở quê nhà. Vào năm 1835, năm trình diễn đầu tiên của Maria Stuarda, Rossini mời Donizetti sáng tác cho sân khấu Paris vở opera Marin Faliero. Đồng thời, từ quê nhà, Donizetti biết được rằng thành phố Napoli đã tạo một sự thành công đặc biệt cho vở Lucia di Lammermoor.
Sang năm 1836, có nhiều vở opera của Donizetti được trình diễn. Đầu tiên là vở Belisario, tiếp theo là Il Campanello và Betly, tiếp theo nữa là L’assedi di Calais.

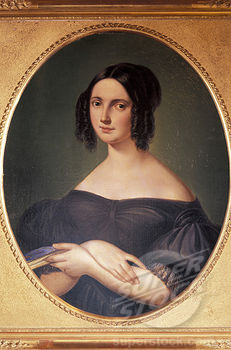
Virginia Vasselli, vợ của Donizetti

Thành công trong công việc, nhưng Donizetti bắt đầu phải hứng chịu tang tóc. Chỉ trong vòng 2 năm 1836 và 1837, ông mất cha mẹ, người vợ ông cưới năm 1828 Virginia Vasselli và đứa con gái. Vasselli đã sinh cho Donizetti 3 đứa con, hai vợ chồng ông gắn bó sâu đậm với nhau. Thế nên, cũng chẳng ngạc nhiên khi Donizetti mang nỗi trầm uất đến cuối đới sau khi người bạn đừi của nhà soạn nhạc qua đời vì dịch tả. Tuy vậy, ông vẫn sáng tác trong lúc đau lòng. Hai vở opera tiếp theo mang tên Pia de’ Tolomei và Roberto Devereux ra đời.
Qua đi hai năm 1836 và 1837, đến năm 1838. Một sự kiện diễn ra khi vở Poliuto của Donizetti bị cấm trình diễn do nhân vật chính của tác phẩm là một người tử vì đạo. Còn một việc khiến Donizetti không vui hơn, đó là giám đốc nhạc viện tên Nicola Antonio Zinarelli vừa mới qua đời, chức vụ cũ để trống. Người được chọn không phải là Donizetti mà là Saverio Mercadante chỉ vì lý do đơn giản: Ông này là người Napoli. Thất vọng vì điều đó, tháng 10 năm đó, Donizetti chia tay Napoli và nước Ý để đến với thành Paris. Định cư hẳn ở đó, ông viết Il Duca di Alba. Khi đã ra đi như vậy, tất nhiên nhà soạn nhạc người Ý có mối quan hệ làm ăn mới. Ông đã hợp tác với các nhà hát lớn của Pháp như Opéra-Comique, Opéra et Théâtre des Italiens. Định cư trên một vùng đất mới, Donizetti chứng tỏ sự nhạy bén của mình khi dễ dàng bắt nhịp những thị hiếu của công chúng lúc đó.

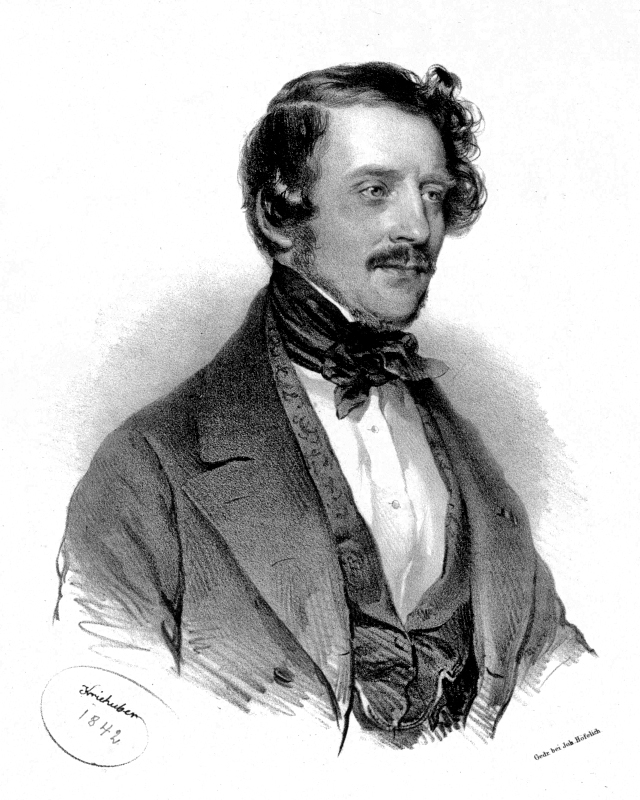
Donizetti năm 1842

Năm 1840, ông viết những vở opera xuất sắc La fille du régiment và La favorite, đồng thời có viết thêm Rita. Sau đó, ông quyết định trở về Ý, nhưng không phải là Napoli, mà là Milano. Đến thành phố này, Donizetti chứng kiến buổi diễn tập Nabucco của nhà soạn nhạc Giuseppe Verdi. Quá ấn tượng với vở opera này, Donizetti đã không ngần ngại đến Viên để giới thiệu con người này, nơi mà ông là một giám đốc của "mùa diễn Ý". Cũng trong năm 1842 đó, ông có một buổi chỉ huy không thể nào quên tác phẩm tôn giáo Stabat Mater của Rossini. Hai còn người này lại tiếp xúc với nhau. Trong cuộc trò chuyện mới nhất này, Rossini khuyên Donizetti làm nhạc trưởng ở nhà thờ của Petronio, tuy nhiên Donizetti không chấp nhận vị trí đó, vì ông tìm được một vị trí có mức thu nhập khá hơn: nhạc trưởng của cung điện Habsburg. Và cũng trong năm đó, Donizetti giới thiệu tác phẩm Linda di Chamonix ở thànhg Viên. Vở opera đã mang đến cho ông thành công rực rỡ và kết quả tiếp theo đó là ông ký một hợp đồng với triều đình ở đó và đã có một vị trí mà ông mong mỏi từ lâu ở chỗ đó. Với bản hợp đồng đó, Donizetti có thể nghỉ 6 tháng trong 1 năm.
Các tác phẩm của Donizetti, lúc này, đã không chỉ được trình diễn ở Pháp hay Ý mà cả ở Đế quốc Áo. 
- Don Pasquale (Paris, 1843)
- Maria di Rohan (Viên, 1843)
- Dom Sébastien, roi de Portugal (Paris, 1843)
- Caterina Cornaro (Napoli, 1844)

Trong các buổi tập Dom Sébastien, roi de Portugal, Donizetti tỏ ra bản thân ông có nhiều vấn đề. Ông trở nên lố bịch, vô lý, mất trí và dễ nổi nóng.

### Bệnh tật và qua đời
Donizetti mắc bệnh giang mai, căn bệnh được khẳng định làm thoái hóa tủy sống. Vào năm 1845, ông còn mắc thêm chứng viêm não bởi những lần đau ốm sau buỏi diễn cuối cùng và bệnh tâm thần do ông mắc những dịp trước. Vào ngày 28 tháng 1 năm 1846, Andrea Donizetti, cháu trai có tên giống chắt của mình, được người cha Giuseppe Donizetti cử đi để làm một buổi hội chẩn. Vài ngày sau, nhà soạn nhạc danh tiếng nằm trong bệnh viện chuyên khoa gần Ivry, nơi gần Paris, ngày bắt đầu và ngày kết thúc của khoảng thời gian đó cách nhau đến 17 tháng. Ông viết những lá thư thể hiện tâm tư của một người đang tuyệt vọng ngay từ khi bắt đầu tới bệnh viện này.
Chỉ khi những rắc rối về mặt ngoại giao xảy ra (Donizetti không chỉ là công dân Ý mà còn là công dân của Đế quốc Áo-Hung, lại là một vị nhạc trưởng của nhà thờ và Ferdinand I của Habsburg), Donizetti mới được đứa cháu đem về quê nhà vào ngày 6 tháng 10 năm 1847. Trở về, ông đã bị liệt hoàn toàn và chỉ nói ra được vài lời mà thôi. Thường thì đó là những lời đơn tiết và vô nghĩa. Ông được chăm sóc chu đáo bởi những người bạn của ông tại nhà của chính họ.
Gaetano Donizetti qua đời vào ngày 8 tháng 4 năm 1848.

## Phong cách sáng tác[1]
Donizetti sáng tác rất nhiều và rất nhanh. Sở dĩ ông lại làm như vậy là vì ông không nhận được tiền nhuận bút và chẳng có nguồn thu nhập nào hơn ngoài việc viết theo yêu cầu của một người khác.
Donizetti không giống những người đưng thời (Rossini và Bellini) cũng như sau này (Verdi) ở chỗ ông không hề kiểm soát các tác phẩm của mình. Ông sáng tác rất vội, không có lựa chọn cẩn thận và hay đi theo những giai điệu "cuồng tín", căng thẳng do trào lưu đương thời.
Tuy vậy, Donizetti cũng không cho mình sự dễ dãi, hời hợt quá mức. Sự phát triển khả năng sắp xếp cùng với kỹ năng quý báu và cả trình độ về chuyên môn, những điều ông học được ở Mayr, đã giúp ông không đánh rơi các tác phẩm của mình tới mức "không chấp nhận được". Ông đạt được cái gọi là "nét ngây thơ trong vội vàng", nói dễ hiểu hơn thì đó là trí tưởng tượng của ông luôn được giữ vững.

## Các tác phẩm[1]
Donizetti để lại 70 tác phẩm opera thuộc nhiều thể loại khác nhau. Ông viết đến 28 bản cantata, nhiều tác phẩm tôn giáo, hơn 250 bài hát trữ tình và các tác phẩm nhạc thính phòng

## Tưởng nhớ

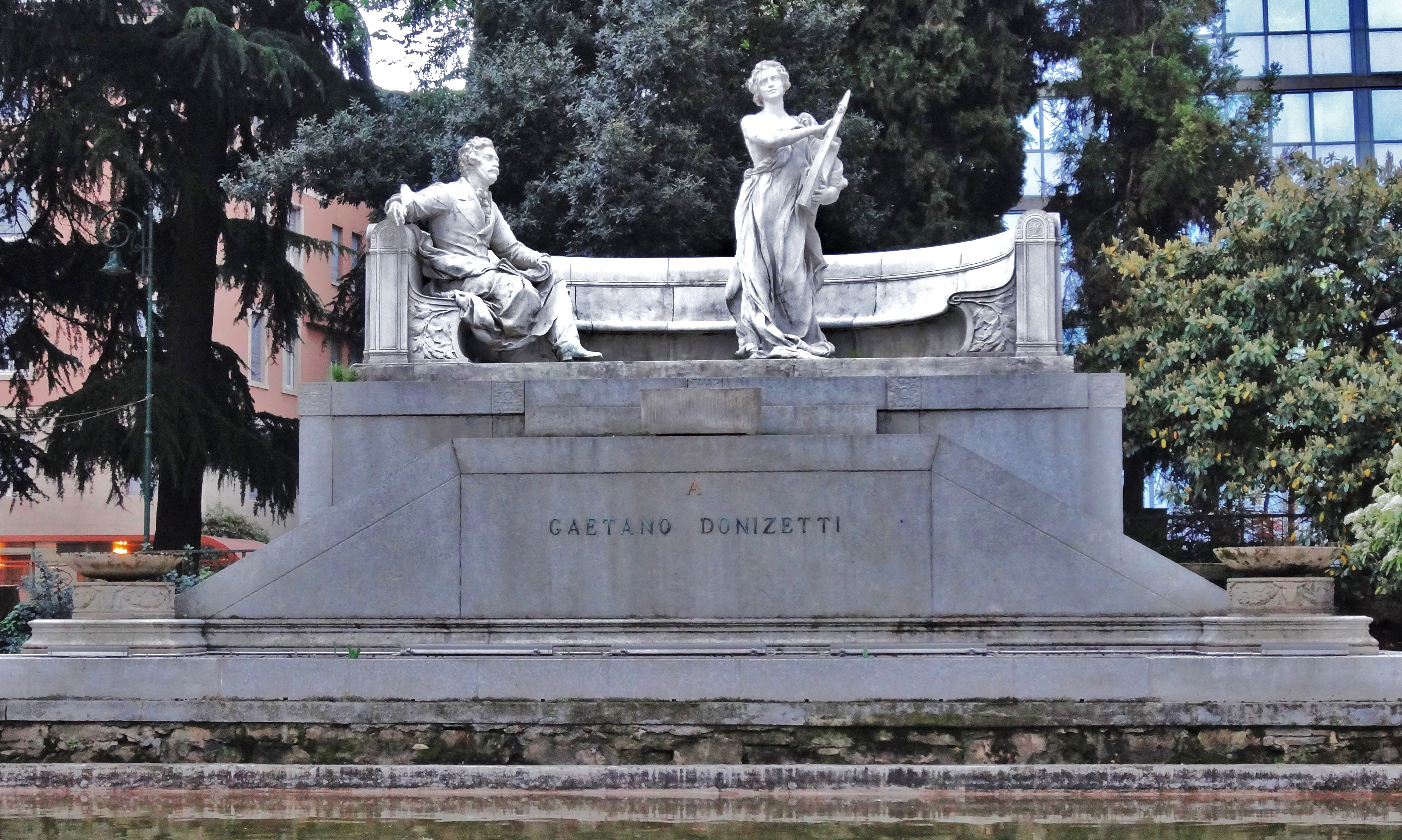
Đài tưởng nhớ Donizetti ở Bergamo